# La Place des Cordeliers a Lione
La Place des Cordeliers a Lione è un film dei fratelli Auguste e Louis Lumière.

## Trama
Il film inaugurò la serie delle vedute cittadine dei film Lumière. Nella strada si muovono vari passanti, alcuni anche in primo piano, e passano carri e carrozze. L'intento del film era essenzialmente quello di mostrare un luogo lontano agli spettatori parigini.

## Produzione
Prodotto dai fratelli Lumière, il film fu girato a Lione, in Place des Cordeliers, nella primavera del 1895.

## Distribuzione
Il film è compreso tra i dieci film che vennero proiettati al primo spettacolo pubblico di cinematografo del 28 dicembre 1895 al Salon indien du Grand Café di Boulevard des Capucines a Parigi.

## Critica
Georges Sadoul:
(Georges Sadoul, Storia del cinema mondiale, p. 34.)